# وشترنوهه
وشترنوهه (به آلمانی: Westernohe) یک شهر در آلمان است که در وستروالدکرایس واقع شده‌است. وشترنوهه ۹۵۶ نفر جمعیت دارد.